# Bezděkovské Předměstí
Bezděkovské Předměstí (německy Bezdiekauer Vorstadt) je jedna ze 6 městských částí města Domažlice v Plzeňském kraji. Rozkládá se v jeho jižní části. Jeho domovní fond je tvořen převážně rodinnými domky. Nachází se zde průmyslová základna Domažlic společně s železničním nádražím. V roce 2011 zde trvale žilo 2 334 obyvatel.
Území místní části je ohraničeno přibližně ulicemi Waldhegerova, Hruškova, Havlíčkova a Chrastavická.
Ve čtvrti najdeme mateřskou školu, poštu Domažlice 2, Galerii bratří Špillarů a SOU truhlářské.

## Obyvatelstvo
| Rok            | 1869 | 1880  | 1890  | 1900  | 1910  | 1921 | 1930  | 1950 | 1961 | 1970  | 1980  | 1991  | 2001  | 2011  | 2021  |
| -------------- | ---- | ----- | ----- | ----- | ----- | ---- | ----- | ---- | ---- | ----- | ----- | ----- | ----- | ----- | ----- |
| Počet obyvatel | 0    | 1 663 | 1 893 | 2 015 | 2 488 | 0    | 2 589 | 0    | 0    | 3 139 | 2 667 | 2 441 | 2 331 | 2 334 | 2 233 |
| Počet domů     | 0    | 146   | 159   | 175   | 222   | 239  | 342   | 0    | 0    | 454   | 441   | 459   | 465   | 509   | 523   |

## Obecní správa
Při sčítání lidu v letech 1880–1920 Bezděkovské Předměstí bylo osadou města Domažlice ve stejnojmenném okrese. V následujícím období byla osada úředně zrušena a jako část města Domažlice byla obnovena 1. března 1980.

## Fotogalerie

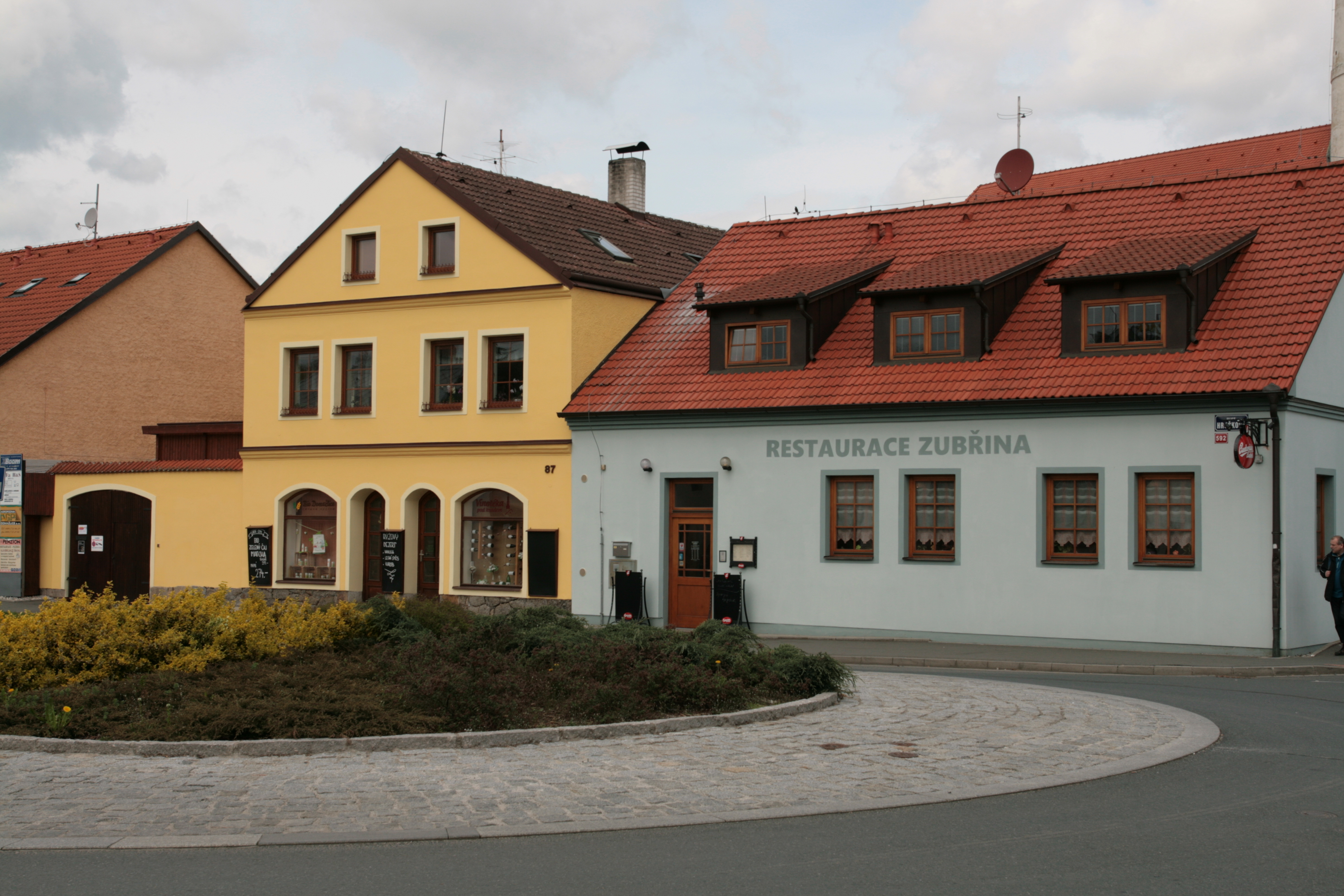
Hruškova 592 a 87, restaurace Zubřina
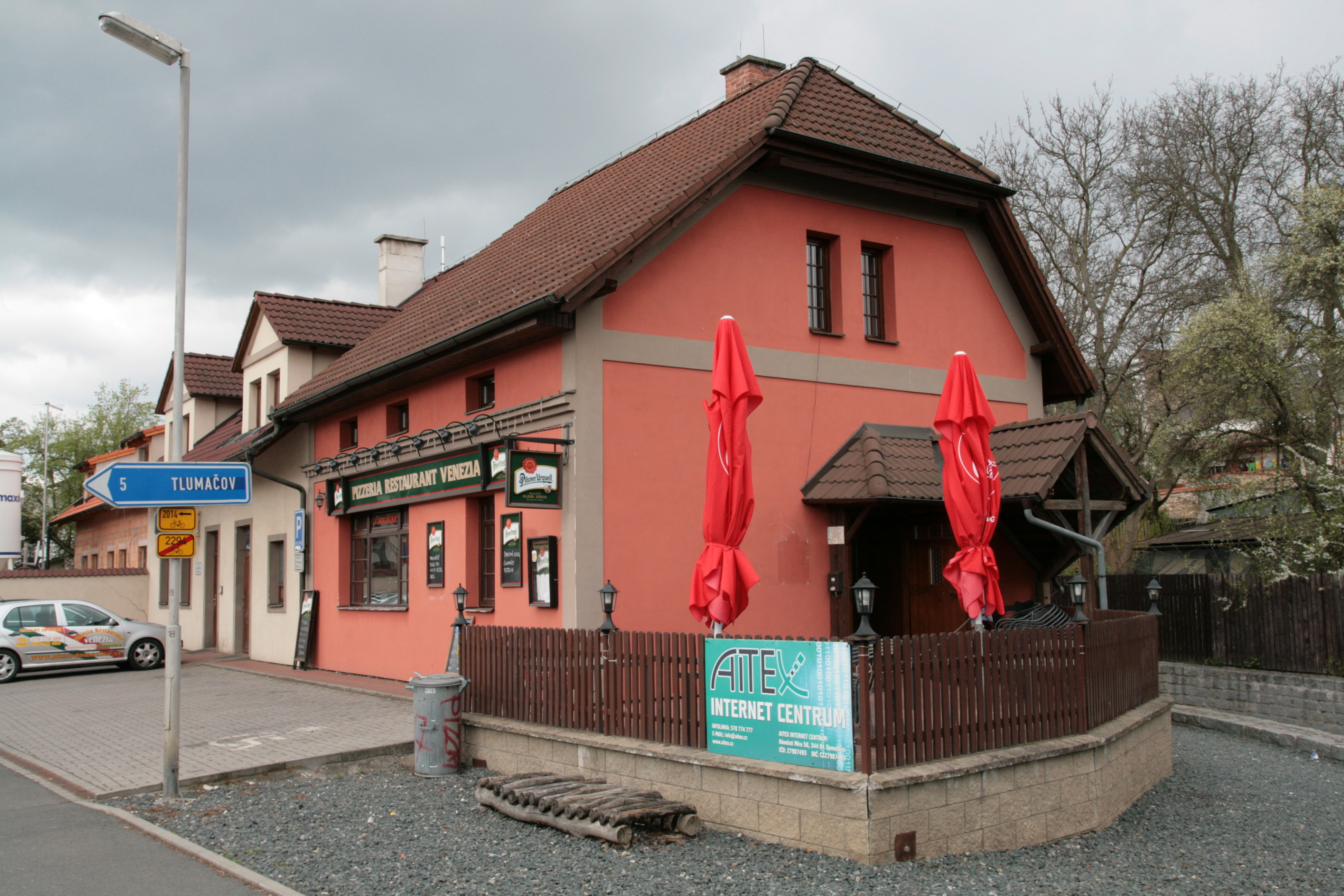
Havlíčkova 149 – Pizzeria Restaurant Venezia
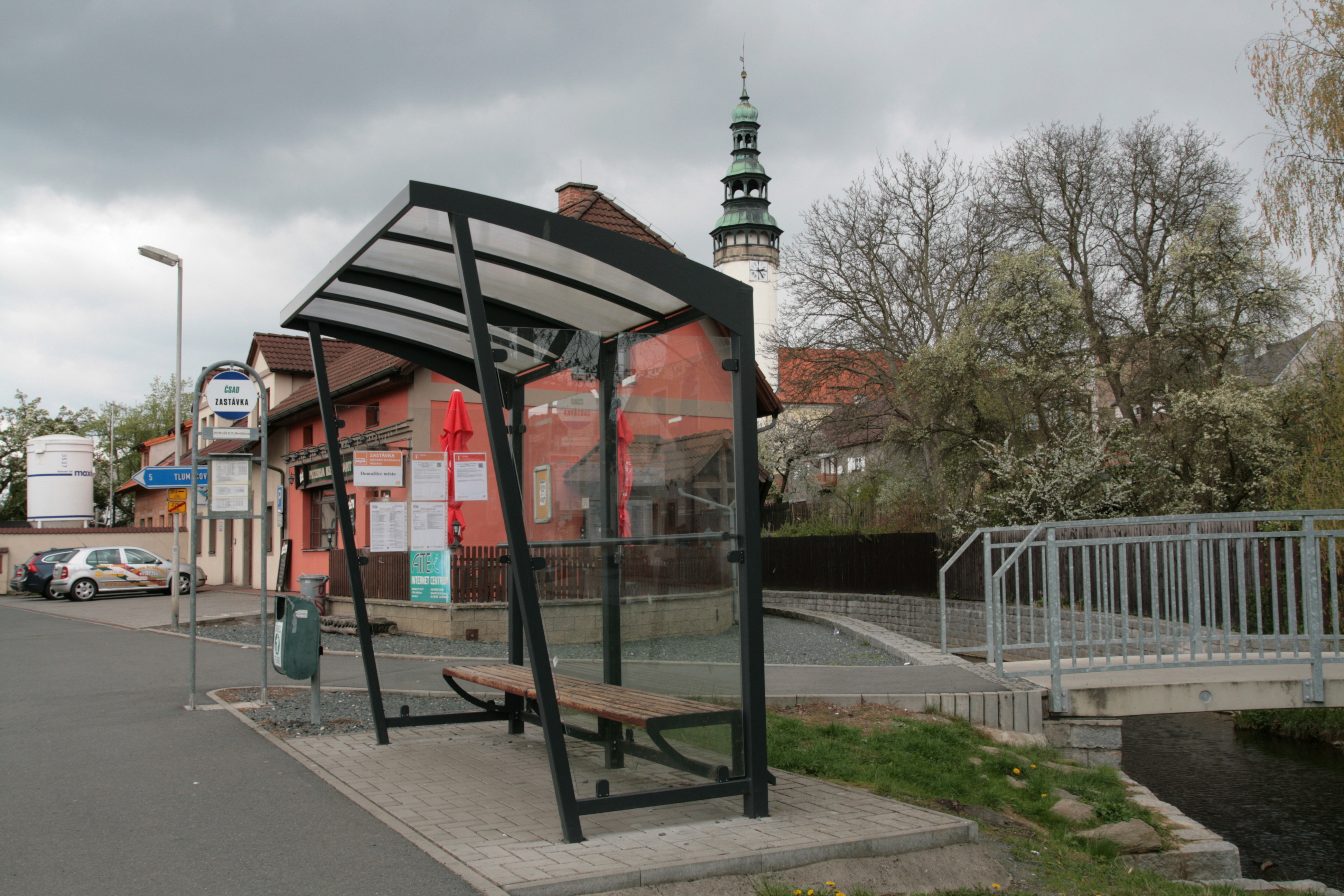
Autobusová zastávka na ulici Havlíčkova